# Панфилов, Виктор Александрович
Виктор Александрович Панфилов (род. 7 февраля 1941, Москва) — российский учёный в области переработки растениеводческой продукции, академик ВАСХНИЛ (1990), РАСХН (1992) и Российской академии наук (2013).

## Биография
Родился 7 февраля 1941 года в Москве. Окончил Московский технологический институт пищевой промышленности (МТИПП) (1963) и его аспирантуру (1966).
- 1967—1971 старший научный сотрудник ВНИИ кондитерской промышленности.
- с 1971 доцент, в 1982—1987 профессор кафедры пищевых машин Всесоюзного заочного института пищевой промышленности.
- 1987—1995 заведующий кафедрой технологического оборудования пищевых предприятий МТИПП.
- 1995—1998 академик-секретарь Отделения хранения и переработки с.-х. продукции РАСХН.
- 1998—2013 заведующий кафедрой технологического оборудования пищевых предприятий МТИПП.
- с 2013 года профессор кафедры «Процессы и аппараты перерабатывающих производств» РГАУ-МСХА им. К. А. Тимирязева.

Основатель нового научного направления — «Системология пищевых и перерабатывающих производств».
Доктор технических наук (1981), профессор (1984), академик ВАСХНИЛ (1990), академик РАН (2013). Академик Академии с.-х. наук Республики Казахстан (1998), иностранный член Академии аграрных наук Республики Беларусь (1996).

## Награды, премии, почётные звания
- Орден Почёта (2004)[1].
- Заслуженный деятель науки Российской Федерации (1999)
- Почётный работник высшего профессионального образования Российской Федерации (2001)

## Труды
Автор (соавтор) более 200 научных трудов, в том числе 24 книг и брошюр, из них 6 монографий. Получил 16 авторских свидетельств и патентов на изобретения.
Публикации:
- Технологические линии пищевых производств. Теория технологического потока: учеб. для студентов вузов, обучающихся по направлению «Технология продуктов питания» и спец. «Машины и аппараты пищ. пр-в». — М.: Колос, 1993. — 288 с. — (Учеб. и учеб. пособия для студентов вузов).
- Система научного и инженерного обеспечения пищевых и перерабатывающих отраслей АПК России / соавт.: А. Н. Богатырев и др. — М.: Пищ. пром-сть, 1995. — 528 с.
- Машины и аппараты пищевых производств: учеб. для студентов вузов, обучающихся по направлению подгот. дипломир. специалистов «Пищ. инженерия»: в 2-х кн. / соавт.: С. Т. Антипов и др. — М.: Высш. шк., 2001.- Кн. 1.- 703 с.- Кн.2.- С. 707—1384. — (Учеб. XXI в.).
- Алгоритмы дипломного проектирования (по направлению подготовки дипломированных специалистов 655800 «Пищевая инженерия»): учеб. пособие / соавт.: С. Т. Антипов и др. — М.: КолосС, 2005. — 136 с.
- Теория технологического потока : учеб. пособие. — 2-е изд., испр. и доп. — М.: КолосС, 2007. — 317 с.
- Проектирование, конструирование и расчет техники пищевых технологий: учеб. / соавт.: С. Т. Антипов и др. — СПб.: Лань, 2013. — 910 с.